# M'Hajer
M'Hajer (en àrab أمهاجر, Amhājir; en amazic ⴻⵎⵀⴰⵊⴻⵔ, Emhajer) és una comuna rural de la província de Driouch, a la regió de L'Oriental, al Marroc. Segons el cens de 2014 tenia una població total de 9.386 persones.